# Fédération internationale des échecs
La Fédération internationale des échecs, communément désignée par son acronyme FIDE, est une organisation internationale basée en Suisse qui regroupe les fédérations nationales du jeu d'échecs et gère les compétitions d'échecs au niveau international. Elle est fondée à Paris le 20 juillet 1924. Sa devise, Gens una sumus, signifie en latin « Nous sommes une seule famille ». 
En 1999, la FIDE est reconnue par le Comité international olympique (CIO). En janvier 2025, elle compte 204 fédérations membres.

## Rôle
L'activité la plus visible de la FIDE est l'organisation du Championnat du monde d'échecs depuis 1948. La FIDE organise également des championnats du monde pour les femmes, les juniors, les seniors et les handicapés. Autre événement phare, l'Olympiade d'échecs, un tournoi d'échecs biennal organisé depuis 1924, auquel s'affrontent des équipes nationales. Une année sur deux, la FIDE organise également le Championnat du monde par équipes, dans lequel s'affrontent les meilleures équipes des Olympiades précédentes.
Dans le cadre du cycle du Championnat du monde d'échecs, la FIDE organise également le Tournoi des candidats, qui détermine qui défiera le champion du monde en titre, et les tournois de qualification pour les candidats, tels que la Coupe du monde d'échecs et le Grand prix FIDE.
La FIDE est reconnue par le Comité international olympique (CIO) comme l'organisme suprême responsable de l'organisation des échecs et de ses championnats aux niveaux mondial et continental. Les autres tournois ne sont pas supervisés directement par la FIDE, mais ils respectent généralement les règles et règlements de la FIDE. Certaines organisations nationales d'échecs telles que la Fédération américaine des échecs pévoient des différences mineures par rapport aux règles de la FIDE.
La FIDE définit les règles des échecs, tant pour les parties individuelles (c'est-à-dire l'échiquier et les mouvements) que pour le déroulement des compétitions internationales. Les règles des compétitions internationales constituent la base des compétitions locales, même si les organismes locaux sont autorisés à modifier ces règles dans une certaine mesure. La FIDE décerne un certain nombre de titres organisationnels, notamment celui d'arbitre international, ce qui signifie que le récipiendaire est compétent et digne de confiance pour superviser des compétitions de haut niveau.
La FIDE calcule les notes Elo des joueurs et décerne des titres pour leurs réussites en jeu compétitif, comme le titre de grand maître. Il décerne également des titres aux compositeurs et aux résolveurs de problèmes et d'études d'échecs.
La FIDE finance et gère des programmes de sensibilisation, tels que le programme Chess for Freedom et des récompenses telles que, depuis 2020, le prix Svetozar Gligoric pour le fair-play.
Les échecs par correspondance (joués par courrier, par courrier électronique ou sur des serveurs en ligne) sont réglementés par la Fédération internationale des échecs par correspondance, un organisme indépendant qui coopère avec la FIDE le cas échéant.
Le budget de la FIDE pour 2022 est de 12,84 millions d'euros, une augmentation par rapport au budget 2021, de 4 millions d'euros. Les revenus proviennent principalement des droits sur des tournois tels que l'Olympiade et le Championnat du monde, de divers frais et commissions, ainsi que du parrainage et des dons d'entreprises.
La langue officielle de la FIDE est l'anglais. Durant les congrès de la FIDE, les participants peuvent également s'exprimer en français,  espagnol, russe ou arabe.

## Historique

### Création
La Fédération internationale des échecs est fondée le 20 juillet 1924 à Paris, à l'initiative du Français Pierre Vincent. À ce moment, elle sert de lien de communications entre les différentes fédérations nationales.
La FIDE des premières années est peu influente. Principalement parce que l'Union soviétique, mêlant jeu d'échecs et politique, refuse d'y adhérer. Cela change pourtant à la mort du champion du monde en titre Alexandre Alekhine en 1946.

### Organisation du championnat du monde de 1948 à 1990

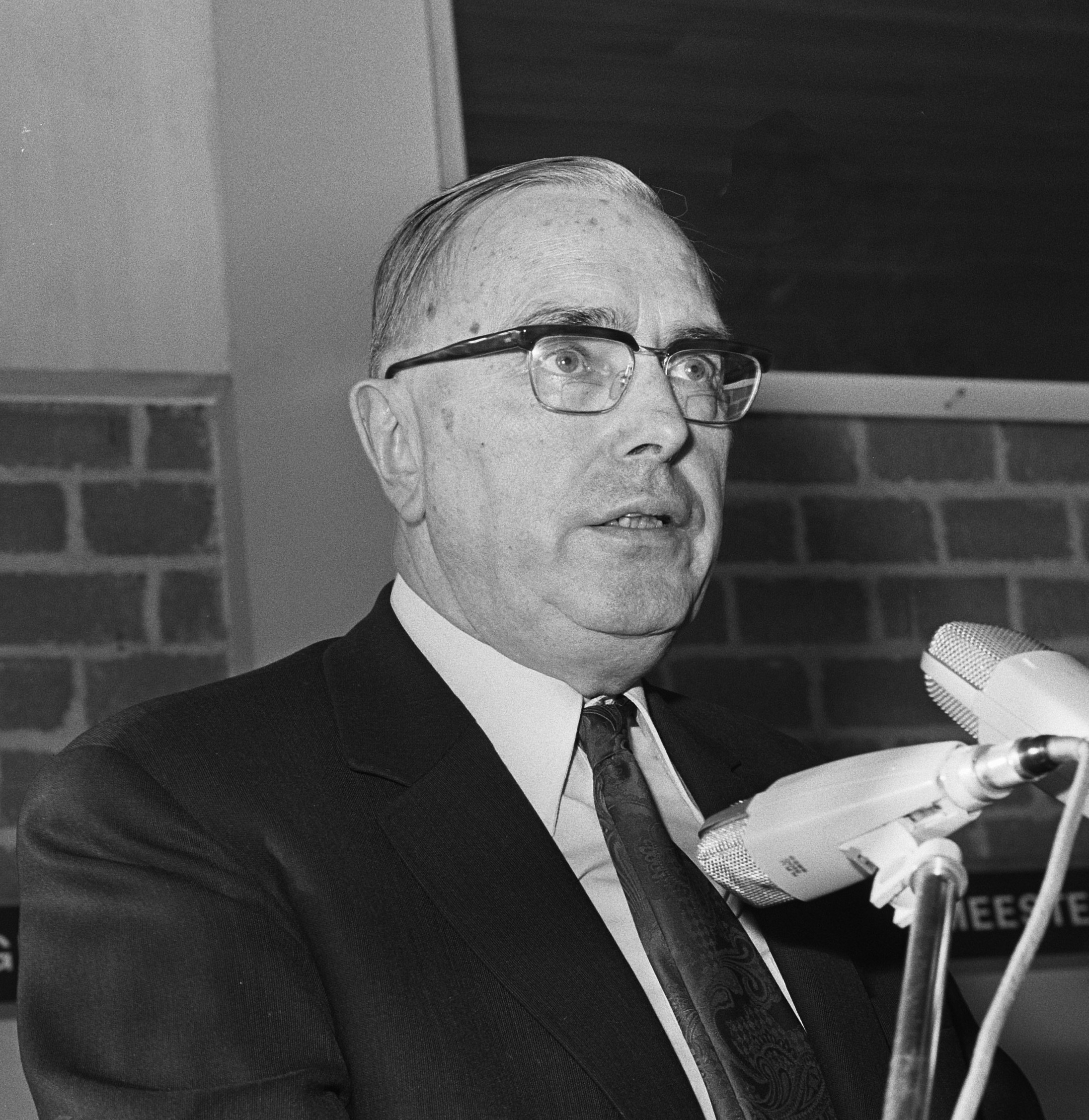
Le Néerlandais Max Euwe, président de la FIDE de 1970 à 1978 (ici en 1973).

En 1948, la FIDE organise un tournoi pour suppléer à la disparition du champion du monde Alexandre Alekhine. L'Union soviétique rejoint alors la fédération. Depuis ce tournoi en 1948 jusqu'à 1992, la FIDE a été seule organisatrice des championnats du monde.
Non sans heurts : à défaut d'accords, le champion du monde, l'américain Bobby Fischer perd son titre sans jouer en 1975, le titre revenant au grand maître soviétique Anatoli Karpov.
En février 1985, le président de la FIDE (depuis 1978), Florencio Campomanes, interrompt de sa propre autorité (du fait des statuts de la FIDE) le match du championnat du monde 1984-1985 opposant Anatoli Karpov à Garry Kasparov, déclarant que le match est « terminé sans décision ». Cet arrêt cause une polémique car certains observateurs supposent que Campomanes a voulu protéger Karpov, en difficulté face à la remontée au score de son challengeur Kasparov dans le match. De septembre à novembre 1985, un nouveau match est organisé, toujours à Moscou, voyant la victoire de Kasparov,,.

### Depuis 1993
En 1993, le champion du monde Garry Kasparov et son prétendant Nigel Short quittent la FIDE et créent la Professional Chess Association (PCA). Jusqu'en 2006, il existe deux championnats du monde : le championnat du monde FIDE (dont la dernière édition en octobre 2005 voit la victoire de Veselin Topalov), et le championnat du monde « classique » (PCA), dont le champion du monde est Vladimir Kramnik, détrônant Garry Kasparov en 2000.
Par la suite, l'accord de Prague est conçu par le grand maître américain Yasser Seirawan, visant à réunifier les deux championnats du monde mais cet accord échoue. Il faut attendre 2006 pour que le match de la réunification ait enfin lieu. Il voit la victoire de Kramnik sur Topalov.

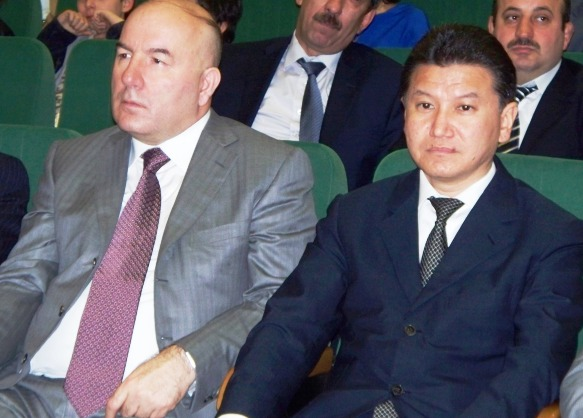
À gauche, le président de la Fédération azerbaïdjanaise des échecs Elman Rustamov et, à droite, le président de la Fédération internationale des échecs (de 1995 à 2018), Kirsan Ilioumjinov.

Depuis le 66e congrès de la FIDE, tenu à Noisy-le-Grand (France) en novembre 1995, le président de la FIDE est Kirsan Ilioumjinov (jusqu'en 2018), ce dernier dirigeant également la Kalmoukie, une petite république russe. Bien que contesté, Ilioumjinov est néanmoins largement réélu en 2006 par 96 voix contre 54 face à Bessel Kok, et réélu à nouveau en 2010 par 95 voix contre 55 face à Anatoli Karpov.
Le système électoral instauré dans les années 1980, consistant à accorder une voix à chaque fédération nationale, indépendamment du nombre de membres qu'elle revendique, rend prépondérant le vote des « petites fédérations ».

### Reconnaissance par le CIO (1999)
La FIDE a déclaré souhaiter que le jeu d'échecs devienne une discipline olympique. En 1999, elle est reconnue par le Comité international olympique (CIO). Deux ans plus tard, elle applique le règlement antidopage du CIO aux échecs[réf. souhaitée].
En 2003, est créée une organisation parallèle de la FIDE, l'Association des professionnels des échecs (ACP), fondée par le GM français Joël Lautier, et qui vise à mieux défendre les intérêts des joueurs professionnels, en particulier face au pouvoir de la FIDE.
Le 10 avril 2017, Kirsan Ilioumjinov se met en retrait de la présidence de la FIDE, et est partiellement remplacé par Georgios Makropoulos.
En 2018, la FIDE compte 189 membres; en 2022, elle compte 200 membres.

### Présidents
- 1924 – 1939 : Alexander Rueb  Pays-Bas
- 1939 - 1946 : Augusto de Muro (en)[11],[12]  Argentine
- 1946 - 1949 : Alexander Rueb  Pays-Bas
- 1949 – 1970 : Folke Rogard  Suède
- 1970 – 1978 : Max Euwe  Pays-Bas
- 1978 – 1982 : Friðrik Ólafsson  Islande
- 1982 – 1995 : Florencio Campomanes  Philippines
- 1995 – 2018 : Kirsan Ilioumjinov  Russie : mandat reconduit jusqu'en 2010 lors du Congrès de la FIDE 2006 à Turin. Il a été réélu ensuite en 2010 face à l'ancien champion du monde Anatoli Karpov[13] et en 2014 face à l'ancien champion du monde Garry Kasparov.
- depuis octobre 2018 : Arkadi Dvorkovitch  Russie